# Patissa taiwanalis
Patissa taiwanalis là một loài bướm đêm trong họ Crambidae.